# (291847) Ladoix
(291847) Ladoix est un astéroïde de la ceinture principale.

## Description
(291847) Ladoix est un astéroïde de la ceinture principale. Il fut découvert le 19 juillet 2006 à Vicques (Jura) par Michel Ory. Il présente une orbite caractérisée par un demi-grand axe de 2,39 UA, une excentricité de 0,29 et une inclinaison de 4,6° par rapport à l'écliptique.
Il est nommé d'après le village de Ladoix en Côte-d'Or.